# ФК Енкамп
„Енкамп“ (на каталонски: Futbol Club Encamp) е андорски футболен клуб от Енкам, играещ в шампионата на Андора.

## История
Отборът е основан през 1950 година. Двукратен шампион на Андора през 1996 и 2002 години. Участник в Купата на УЕФА. Трикратен победител във втора дивизия на Андора (2005/06, 2008/09 и 2011/12).

## Успехи
- Андорска Примера Дивисио:
  -  Шампион (2): 1995/96, 2001/02
  -  Второ място (27): 2002/03
  -  Второ място (3): 1996/97, 1997/98, 1998/99

- Купа на Андора:
  -  Второ място (1): 2000

- Сегунда Дивисио:
  -  Шампион (3): 2005/06, 2009/10, 2011/12
  -  Второ място (1): 2007/08

### Участие в европейските клубни турнири
| Сезон   | Турнир         | Кръг   | Клуб                    | Домакин | Гост  | Общ резултат |
| ------- | -------------- | ------ | ----------------------- | ------- | ----- | ------------ |
| 2002/03 | Купа на УЕФА   | 1 кръг | Зенит (Санкт Петербург) | 0 – 5   | 0 – 8 | 0 – 13       |
| 2003    | Купа Интертото | 1 кръг | Лиерс                   | 0 – 3   | 1 – 4 | 1 – 7        |